# Maulets (1705)

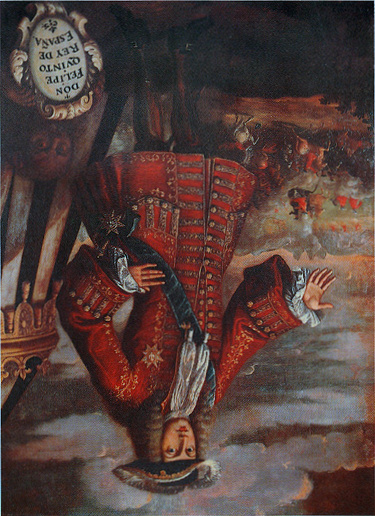
Retrat de Felip V penjat cap avall al Museu de l'Almudí, a Xàtiva

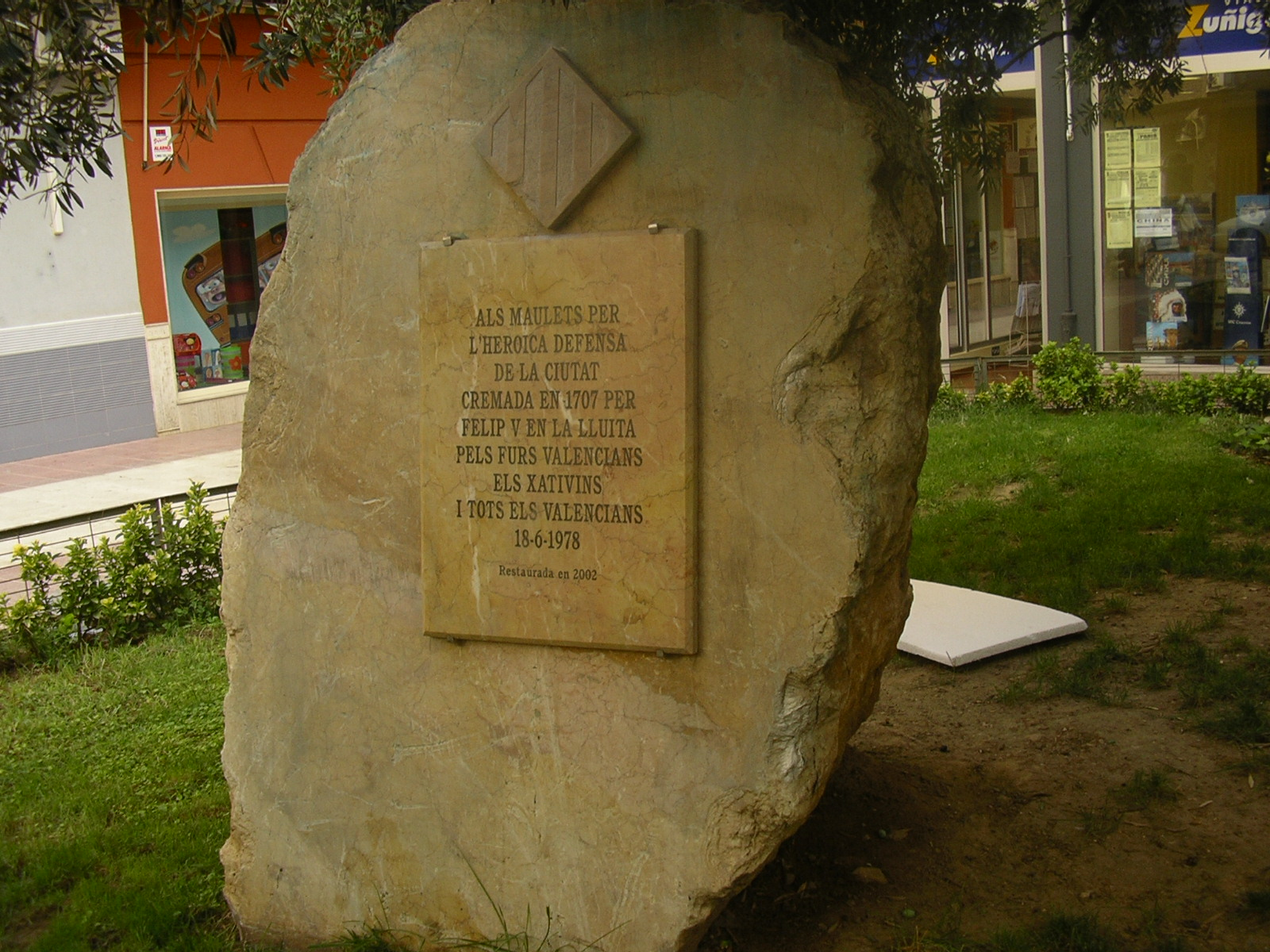
Placa a Xàtiva dedicada als maulets per la seua defensa de la ciutat el 1707

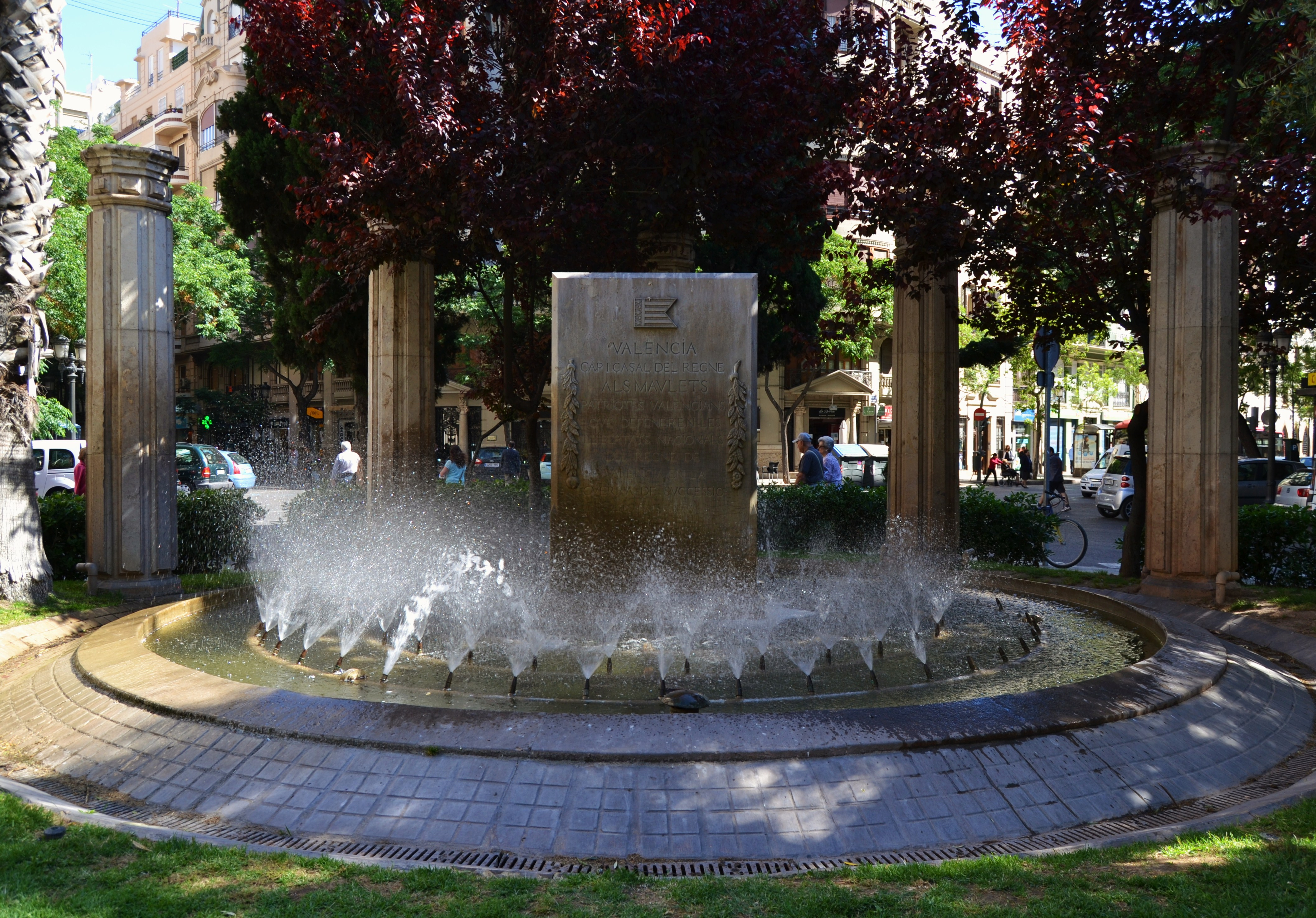
Monument i font en honor dels maulets situada a la ciutat de València al districte de l'Eixample

Els maulets van ser un grup partisà de valencians que donava suport a l'arxiduc Carles d'Àustria en la Guerra de Successió, i enemics dels botiflers, partidaris de Felip V de Borbó. Van prendre el nom de maulets en referència al vocable "mawla", que significa 'esclau' en àrab col·loquial.
Per a les batalles, empraven com a clam distintiu el so del corn rugós (Charonia nodifera), el caragol marí més gran de la Mediterrània. Anys després, durant la repressió posterior a la desfeta, qualsevol persona que en tinguera un era sospitosa d'haver sigut mauleta i, per tant, executada.

## Orígens
L'expulsió dels moriscos de la península el 1609 significà una minva del nombre de treballadors als camps. En conseqüència, el rei Carles II d'Espanya concedí als nobles locals tots els drets sobre aquelles terres que fins aleshores eren conreades. Amb aquest permís, els nobles imposaren a la nova població cristiana particions de les terres i impostos quantiosos. Potser la necessitat de treball menà aquestes famílies pobres a acceptar les noves condicions; el cas, però, és que no se'n coneixen protestes durant 50 anys.
A les acaballes del segle xvii, una part d'aquesta població camperola en terres d'antuvi morisques prosperà conreant i exportant vi, brandi i panses, i en menor mesura seda. Fou llavors quan començaren a qüestionar-se els elevats impostos, que reduïen considerablement els seus beneficis, i provaren d'acabar aqueix sistema per tots els mitjans, tant legals com armats. Però la via judicial, en mans dels nobles beneficiaris, fou inútil; i la revolta (anomenada avui en dia Segona Germania) fou esclafada pel virrei i els exèrcits dels nobles l'any 1693 en la batalla de Setla de Nunyes, prop de Muro d'Alcoi.

### La Segona Germania
Els camperols d'aquesta Segona Germania rebutjaven els drets dels senyors sobre les terres dels moriscos expulsats, i recordaven els drets concedits per Jaume I el Conqueridor durant la conquesta del Regne de València per tal de denunciar l'explotació a què estaven sent sotmesos pels nobles després de l'expulsió dels moriscos.
Després de la desfeta militar que patiren, els camperols continuaren sense acceptar la situació, però esperaren una propera oportunitat, la qual apareixeria el 1700, quan Carles II d'Espanya moria sense fills ni descendència clara.

### La Guerra de Successió
Quan el borbó Felip V va prendre possessió del regne com a Felip IV de València, ja hi havia nombrosos partidaris de l'Arxiduc Carles d'Àustria, així com al Principat de Catalunya i al Regne de Mallorca. Les raons d'aquests eren diverses, brandant tant la lleialtat a la dinastia de la casa dels Àustries, com l'odi cap als francesos per part dels mercaders i industrials, i la desconfiança cap a la suposada actitud centralista de Felip V d'Espanya. Però la causa austracista (Habsburg) no hauria guanyat de cap manera al Regne de València sense la decisiva intervenció d'un grup de gent que representava els interessos de totes les classes socials: els mercaders i exportadors de vi, brandi, seda i altres productes agrícoles, políticament i econòmica molt importants; contactaren un personatge clau, el general Joan Baptista Basset.
El general Basset era un valencià, probablement nascut a Alboraia en una família d'artesans, que sabia parlar com i amb el poble i entenia les seues necessitats i reclamacions. Havia servit a les guerres d'Itàlia i Hongria per al príncep Georg von Hessen-Darmstadt, un noble alemany que havia sigut abans virrei de Catalunya.
El grup de mercaders i exportadors tenien prou motius per oposar-se a Felip V d'Espanya, car tots els seus negocis estaven dirigits cap als Països Baixos i Anglaterra (conegudes aleshores com les potències marítimes) i cap a les colònies espanyoles a les Amèriques. Aquestes colònies eren propietat de la corona castellana, i els mercaders de la corona aragonesa hi eren considerats forasters, de manera que no els era permés de mercadejar-hi lliurement, sinó que havien de vendre els seus béns per mitjancers castellans.
El 1701, la guerra havia esclatat a tot Europa per la successió de Carles II, oposant-se les potències marítimes als interessos unionistes de Felip V d'Espanya. Les exportacions s'aturaren, la qual cosa comportà una crisi econòmica per als mercaders i per als camperols que els venien productes.
Al Principat de Catalunya, durant el darrer terç del segle xvii, havia aparegut una nova classe social, semblant a la valenciana, composta per productors i exportadors. Encapçalaven un procés d'acumulació de capital guanyant diners amb l'exportació de productes agrícoles que després es reinvertien en una industrialització similar a la que ocorria aleshores a Anglaterra i Holanda. Aquest grup havia elaborat un projecte de recuperació, no sols econòmic, sinó també nacional, per al Principat. El seu objectiu era tornar a les estructures i llibertats que l'antiga Constitució Catalana garantia per a promoure una regeneració social i econòmica.
Eren coneguts, doncs, com a regeneracionistes. Una persona representativa d'aquests regeneracionistes fou Narcís Feliu de la Penya, autor d'un llibre intitulat Fènix de Catalunya, un tractat de teoria política, econòmica i social per a renovar les estructures i el desenvolupament del Principat. Aquest moviment va ser ben actiu fins a la darrera dècada del segle xvii, durant el regnat compartit de Hesse-Darmstadt. Així doncs, hom pot suposar que el general Basset, mà dreta del virrei i persona culta, tractaria amb ells. Això influenciaria la visió de la realitat valenciana que tenia, car les propostes de Basset i els maulets foren molt semblants a les dels regeneracionistes. De fet, el grup sencer de Feliu de la Penya recolzaria la causa de Carles II d'Àustria.

## Una rebel·lió reeixida
Des del 1704, Francesc Dàvila, que probablement era un líder de la Segona Germania que havia escapat de la repressió, va trescar per tot el sud del Regne de València explicant als camperols que el pretendent austríac estava disposat a abolir tots els drets dels nobles. Quan Joan Baptista Basset desembarcà a Altea l'agost del 1705, una nova revolta començà i s'escampà arreu.
Basset va cavalcar fins a València, per Dénia, Gandia i Alzira, sense trobar-hi cap resistència important. Quan els nobles borbònics o les fortaleses tractaren de resistir, hi trobaren vilatans armats que els forçaren a fugir-ne. El virrei filipista Joaquín Ponce de León Láncaster y Cárdenas, junt a Pasqual de Borja, duc de Gandia, i una llarga llista de nobles i botiflers partidaris de Felip V, començaren a fugir, no cap a València, sinó a Castella. No confiaven en la resistència de la capital, i amb raó.
La ciutat de València va obrir les portes a l'exèrcit maulet sense resistència. Més aviat al contrari, l'entusiasme popular fou immens. Alhora, arribaven notícies de l'alçament al Principat, on les ciutats havien foragitat l'exèrcit "filipista", i de Barcelona, on el mateix Carles III havia desembarcat triomfalment. Això ajudà a escampar la revolta des de Vinaròs i Benicarló fins a Vila-real i Castelló, on els maulets es feren forts. Un cop Basset es va establir a València, exercint de virrei en la pràctica, i amb la major part del regne sota el control dels maulets (açò és, camperols armats), la seua primera mesura va ser abolir tots els imposts dels nobles.
Fins i tot va anar-hi més lluny i, amb la dubtosa legalitat del seu càrrec, va deixar de pagar tot impost al rei espanyol. A més a més, va abolir el "dret de portes", un impopular impost sobre els productes de les colònies a València. Va tolerar, i en certa manera atiar, la persecució, l'arrest i l'expulsió dels ciutadans francesos, principalment mercaders, que eren considerats per la plebs com a enemics i pels mercaders locals com a perillosos competidors.
Òbviament, les relacions amb les potències marítimes, aliades amb Carles III, es varen restablir, i es reprengué el tràfic de mercaderies com abans. Alhora, Basset i els maulets arrestaven i desallotjaven els botiflers més importants, i els requisaven les possessions.

## Enfrontaments entre aliats
Basset, amb el control del Regne de València, havia d'organitzar la resistència armada contra els atacs borbònics. Tot d'una, es va adonar que l'exèrcit camperol dels maulets no era oposició per a l'exèrcit professional espanyol, per no dir res dels seus aliats francesos.
Basset va demanar ajut a Carles III. Aquesta ajuda vingué en forma de Charles Mordaunt (lord Peterborough) i els seus soldats anglesos. Malgrat que la seua arribada va salvar la delicada situació dels atacs enemics, també va significar la creació d'un altre poder polític, comanat pel comte Cardona, amb una força independent dels maulets i sense intenció de permetre el que consideraven com a "excessos plebeus". Tot això fa pressuposar que el comte Cardona i el general anglés tenien instruccions, potser del rei, per a acabar amb els "excessos" de Basset i els maulets, tractant de guanyar així el favor dels nobles, els quals en la seua majoria recolzaven els Borbons.
De ben segur, Carles III, com a propietari de terres reials i principal senyor de l'orde de Montesa, havia experimentat una reducció d'ingressos per culpa del refús dels maulets a pagar. Aquests diners eren absolutament necessaris per a mantindre un exèrcit molt car amb el qual volia guanyar la guerra. En conseqüència, calia aturar els maulets i el seu cap, el general Basset, però calia fer-ho sàviament i amb indulgència.
Cardona i Peterborough van començar, aleshores, una ofensiva centrada en alguns dels col·laboradors de Basset, acusant-los d'una confiscació inapropiada de béns dels francesos i els botiflers, i empresonant-los a l'espera de judici. Mentrestant, Basset va ser enganyat per enviar-lo fora de València, primer a Alzira i després a Xàtiva, encoratjant-lo a prendre part en les lluites. Esperaven, doncs, una oportunitat per empresonar-lo, però alhora temien la seua gran popularitat entre la plebs i la rebel·lió dels maulets si li succeïa res.
L'ocasió va aparéixer quan Carles III derrotà els Borbons a Castella i va entrar a Madrid el 27 de juny del 1706. Durant les celebracions populars, Peterborough va enviar en secret tropes a Xàtiva, amb l'ordre d'arrestar Basset i empresonar-lo en una fortalesa en mans angleses. I, efectivament, quan la notícia es feu pública, el poble es revoltà.
A València, els crits de "Visca Basset, abans que Carles III" demostraven, en cas de dubte, quin era el sentiment majoritari dels valencians. De fet, Peterborough va haver de girar els canons, en un principi per defensar la ciutat dels Borbons, per a apuntar a l'interior de la ciutat i controlar la plebs. Les manifestacions de protesta duraren dies, s'enviaren cartes al rei a Barcelona, i hi hagué arreu declaracions públiques en favor de Basset i les seues reformes. Però un nou alçament maulet, aquest cop contra el que consideraven com a rei legítim i amb l'exèrcit borbònic a les portes del regne amenaçant d'envair-lo, haguera sigut suïcida. Una victòria dels Borbons implicaria el retorn dels botiflers, amb els seus impostos i la repressió afegida. Així doncs, es resignaren sense estar-ne convençuts, i aturaren les protestes, creient que el rei Carles repararia la injustícia i lliuraria Basset en venir a València.

## Derrota i retirada

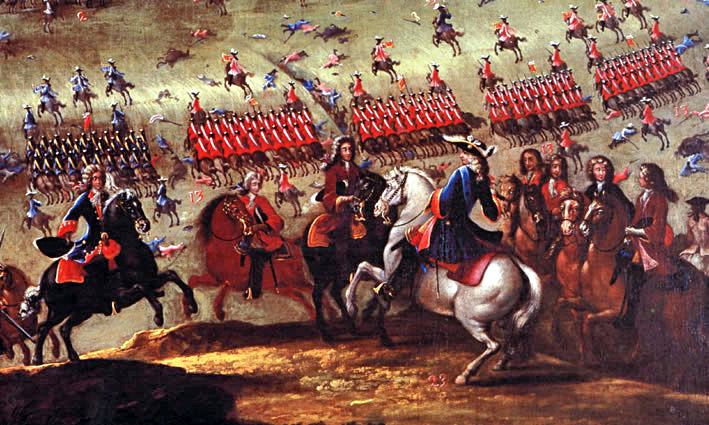
Batalla d'Almansa

Mentrestant, els maulets continuaven rebutjant pagar el "dret de portes" i qualsevol altre impost. Carles III va demanar a les autoritats de València que reclamaren el pagament de les taxes, però sense gaire èxit. El temps s'esgotava. Carles s'havia vist obligat a fugir de Madrid i va ser derrotat per James Fitz-James (duc de Berwick) en la batalla d'Almansa, el 25 d'abril del 1707. Carles, doncs, es retirava a Barcelona, i amb ell el virrei, tota l'administració i les tropes supervivents.
El poble i els maulets foren deixats a mercé de l'avanç borbònic i el retorn dels nobles botiflers. El rei Felip mai no va amagar les seues intencions: destruir els Furs i les antigues lleis valencianes "per just dret de conquesta". El Regne de València va desaparéixer com a estructura legal i va quedar només com a nom, sense entitat.
Els maulets, però, no es rendiren, i la seua resistència va ser feroç. Xàtiva va haver de ser capturada casa per casa, i després fou arrasada i cremada en venjança. Sobre les runes de Xàtiva, es construí una nova ciutat amb el nom de San Felipe, en honor del monarca vencedor (vegeu Extermini de Xàtiva). A València, els maulets tractaren d'impedir l'entrada dels ocupants, amb boicots i resistència passiva, fins que la repressió del duc de Berwick i Claude François Bidal d'Asfeld els va silenciar.
Al nord, l'exèrcit borbònic avançava cap a Tortosa, cremant, matant i saquejant les viles al seu pas. Gandia, Alzira, Dénia, Alcoi, Alacant, Elx, i moltes altres ciutats s'aferrissaren en la resistència mauleta.
Un cop totes les ciutats foren en mans borbòniques, els maulets supervivents escaparen a les muntanyes i continuaren la resistència durant anys, creant seriosos problemes a l'exèrcit ocupant.
Quan, el 1710, la guerra semblava tombar-se en favor de Carles III, la ciutat de València s'alçà de bell nou en una revolta antiborbònica. Els maulets es mostraren un altre cop als carrers, esperant que l'armada austracista desembarcara al port.
Hi hagué una repressió brutal: els decrets de Nova Planta prohibiren les antigues lleis i la llengua pròpia, es confiscaren les armes (fins a l'extrem de fermar els ganivets a les taules), i es desnonaren les fortaleses. Els maulets hagueren de fugir cap al Principat, encara lleial a Carles III.

## Barcelona, 1713-1714
Milers de valencians es refugiaren a Barcelona i altres ciutats del Principat, amb la intenció de continuar la lluita contra l'invasor. Però els esdeveniments internacionals mostraren la futilitat de mantenir la resistència:
Carles III, davant la mort del seu germà Josep i la seva proclamació com a emperador del Sacre Imperi Romanogermànic, havia tornat a Àustria l'any 1711. Les potències marítimes signaren el tractat d'Utrecht, retiraren les seues tropes per mar i acceptaren Felip V com a rei d'Espanya. Els catalans i els maulets valencians resistien el setge, tot i saber que no tenien cap aliat ja.
Les tropes borbòniques, comanades pel duc de Berwick, posaren setge a Barcelona, mentre dins de la ciutat els valencians formaren 2 regiments complets (el Mare de Déu dels Desamparats i el Sant Vicent Ferrer) per lluitar amb els seus companys de Catalunya.
L'11 de setembre del 1714, quan Barcelona caigué en mans borbòniques, molts maulets valencians hi havien mort, la major part d'ells foren soterrats al Fossar de les Moreres amb altres resistents catalans. D'altres, com el general Basset, que havia dirigit l'artilleria de la ciutat, varen ser arrestats i empresonats. I un tercer grup aconseguí d'escapar a Mallorca. Anys a venir, es congriaren a Viena tot d'alliberats i fugitius de la guerra a la cort del "seu" Carles III, ara emperador d'Àustria.

## Curiositats
- Diversos fets dels maulets han inspirat cançons com El cant dels maulets d'Al Tall, reeditada pel grup Obrint pas, dedicada als mateixos milicians. La cançó, fortament arrelada a la cultura del País Valencià, es toca amb l'instrument típicament associat al país, és a dir, la dolçaina.